# Niederwil (Argovia)
Niederwil es una comuna suiza del cantón de Argovia, situada en el distrito de Bremgarten. Limita al norte con la comuna de Stetten, al este con Künten, al sureste con Fischbach-Göslikon, al sur con Wohlen, al oeste con Hägglingen, y al noroeste con Tägerig.

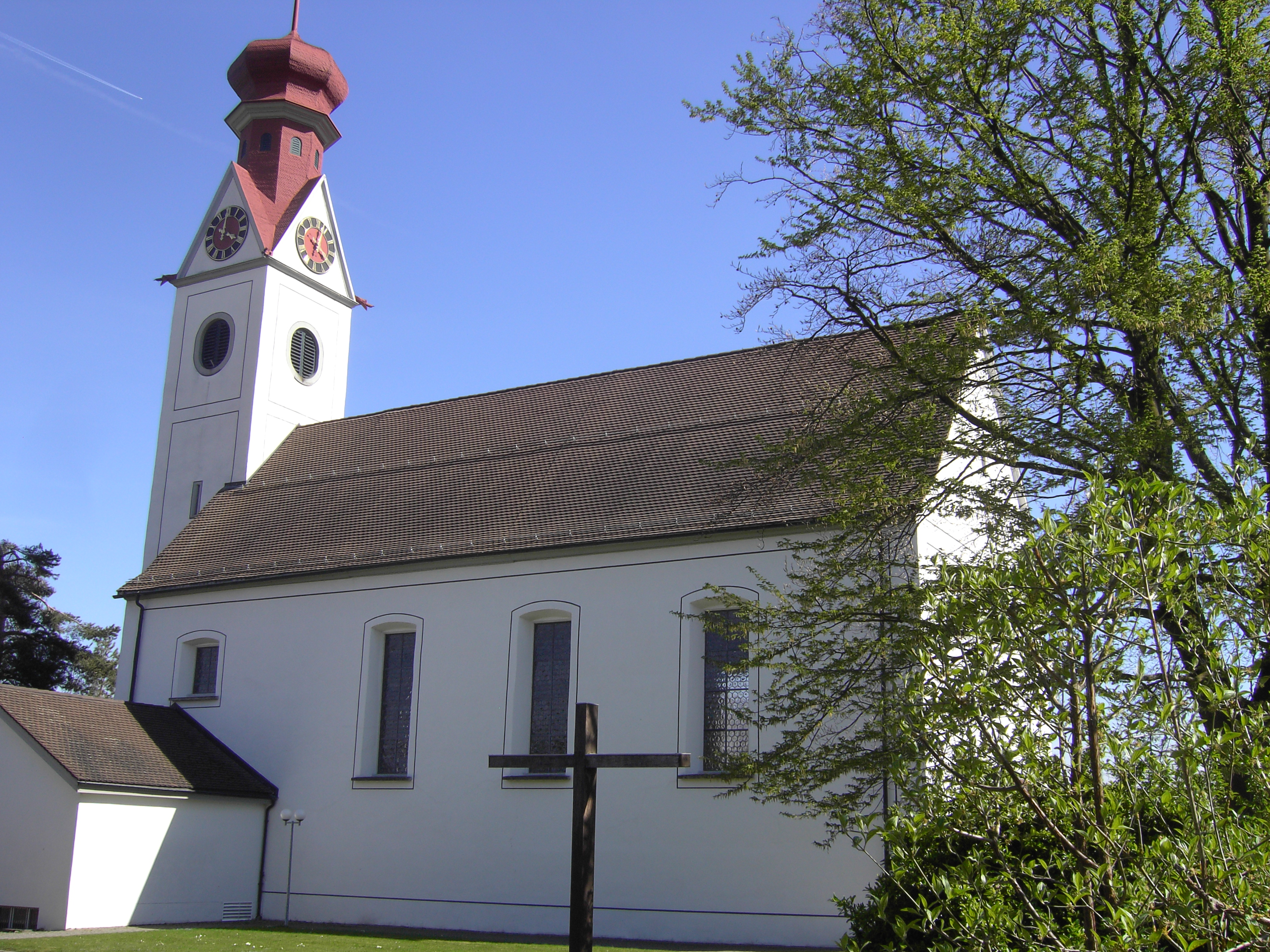
Iglesia de Niederwil.